# Proetida
Proetida é uma ordem de artrópodes pertencente à classe Trilobita. O grupo surgiu no Ordoviciano e foi a última ordem de trilobitas a desaparecer, na extinção do Permiano-Triássico.

## Superfamílias
- Aulacopleuroidea
- Bathyuroidea
- Proetoidea